# Cerimônia de abertura da Universíada de Verão de 2011

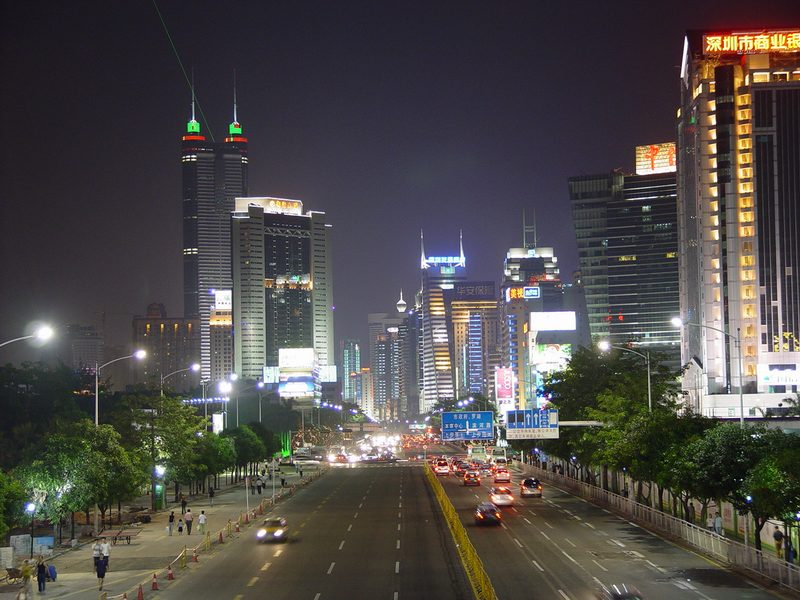
Shenzhen.

A cerimônia de abertura da Universíada de Verão de 2011 foi realizada em 12 de agosto de 2011 no Centro de Esportes da Baía de Shenzhen em Shenzhen na China.